# Municipio de Tuxcacuesco
El municipio de Tuxcacuesco es un municipio de la Región Sierra de Amula del estado de Jalisco, México. Su cabecera es la localidad de Tuxcacuesco.

## Toponimia
Tuxcacuesco proviene el vocablo náhuatl Tascahuescomatl; y significa: "granero empozado".

## Historia
Este lugar es un pueblo prehispánico, en el cerro de Palacio los indios tenían su adoratorio. Desde dicho cerro se dominaba toda la comarca. Lo habitaban indios guerreros de procedencia y lengua otomí, los cuales vivían siempre en guerra con los de Autlán. Poco antes del arribo de los conquistadores los gobernaba el cacique Yoteacte o Yateacite; que significa navaja. Este traía una piedra filosa con la que destrozaba a sus enemigos y recibía como tributo maíz, frijol y otros granos.
En 1542 llega Francisco Cortés de San Buenaventura a la región, mandó llamar a los aborígenes e hizo que lo reconocieran como su señor. En ese entonces los gobernaba un hijo de Yateacite, quién recibió el nombre de Jerónimo Yateacite. Los españoles bajaron a los indios del cerro de palacio y se establecieron en la mesa que está al oriente del arroyo y ojo de agua de Pichiota. Poco después se cambiaron al sitio actual, dándole la Corona española el título de pueblo, fungiendo como primer alcalde Antonio de Azelaga. A finales del siglo XVI Tuxcacuesco se transformó en una de las cuatro cabeceras de la Provincia de Amula. Donde los naturales recurrían para el pago de tributos a la Corona.
En 1791 se forma a la alcaldía mayor de Amula. Siendo Tuxcacuesco la cabecera. También fungió como pueblo de visita. No se tiene conocimiento del decreto que creara esta municipalidad, pero en 1824 se creó el departamento de Tuxscacueco. El decreto del Congreso del Estado de 1824 ya lo considera municipio. Desde 1825 perteneció al 4.º cantón de Sayula hasta en que pasó a depender del 9.º de Zapotlán el Grande.

## Descripción geográfica

### Ubicación
Tuxcacuesco se localiza al sur del estado, en las coordenadas 19 33' 50" a 19° 48' 55" de latitud norte y los 103° 52′ 45″ a los 104° 08' 40" de longitud oeste, a una altitud de 750 metros sobre el nivel del mar.
El municipio colinda al norte con los municipios de El Grullo, El Limón y Tonaya; al este con los municipios de  San Gabriel y Tolimán; al sur con los municipios de Tolimán y Cuautitlán de García Barragán; al oeste con los municipios de Cuautitlán de García Barragán, Autlán de Navarro y El Grullo.

### Orografía
Más de la mitad de su superficie está conformada por zonas accidentadas (51%); seguidas por zonas semiplanas (32%) y una pequeña porción de zonas planas (17%). Hacia el norte, las altitudes van disminuyendo, predominando en la parte central, alturas medias y en el norte, las más bajas.
Suelos. La composición de los suelos es de tipos predominantes Regosol Eurico, Cálcico Castaño, Feozem Háplico y Cambisol Crómico. El municipio tiene una superficie territorial de 26 529 ha, de las cuales 2346 son utilizadas con fines agrícolas, 13 797 en la actividad pecuaria, 8015 son de uso forestal, 68 son suelo urbano y 520 hectáreas tienen otro uso. En lo que a la propiedad se refiere, una extensión de 12 914 hectáreas es privada y otra de 12 832 es ejidal, no existiendo propiedad comunal. De 738 hectáreas, no se especifica el tipo de propiedad.

### Hidrografía
Sus recursos hidrológicos son proporcionados por los ríos y los arroyos que forman parte de la cuenca hidrológica río Ameca, perteneciente a la región hidrológica pacífico, centro. Sus principales ríos son: Tuxcacuesco y Zenzontla o Jiquilpan. Los arroyos: La Casita, La Zorra y Las Canoas, así como el manantial Pichintota.

### Clima
Al norte del territorio, el clima es semiseco, con primavera seca y semicálida sin cambio térmico invernal bien definido; al sur es semiseco, con invierno y primavera secos, y semicálida, sin cambio térmico bien definido, y la parte suroeste, se clasifica como muy húmeda, con invierno y primavera secos y cálida, con estación invernal definida. La temperatura media anual es de 28.8°C, con máxima de 32.0 °C y mínima de 15.6 °C. El régimen de lluvias se registra entre los meses de junio a agosto, contando con una precipitación media de 795 milímetros.

### Flora y fauna
Su vegetación se compone básicamente de nopal, matorrales espinosos, huizache, pino y encino.
La fauna terrestre la representa el: 
- gato montés[7]
  - Lynx rufus[8]
- venado[7]
  - Odocoileus virginianus[8]
- coyote[7]
  - Canis latrans[8]
- armadillo[7][9]
  - Dasypus novemcinctus[8][9]
- liebre[7]
  - Lepus callotis[8]
- puma[8]
  - Puma concolor[8]
- Nutria[8][9]
  - Lontra longicaudis[8][9]
- coatí[8]
  - Nasua narica[8]
- mapache[8]
  - Procyon lotor[8]
- Ardilla[9]
  - Notocitellus annulatus[9]
- Tlacuache[9]
  - Didelphis virginiana[9]

Habitan en esta región

## Demografía

### Localidades
En el censo de 2020 el municipio de Tuxcacuesco contaba con 22 localidades.
| Código INEGI    | Localidad              | Población (2020) |
| --------------- | ---------------------- | ---------------- |
| 141060001       | Tuxcacuesco            | 1 674            |
| 141060042       | El Cebollal            | 686              |
| 141060021       | San Miguel             | 546              |
| 141060010       | Chachahuatlán          | 362              |
| 141060019       | El Platanar            | 321              |
| 141060006       | Apulco                 | 307              |
| 141060007       | El Camichín            | 303              |
| 141060024       | Zenzontla              | 270              |
| 141060008       | La Cañita              | 249              |
| 141060033       | El Volcán en Llamas    | 229              |
| 141060022       | El Temascal            | 109              |
| 141060023       | Ventanas               | 84               |
| 141060025       | El Reparito            | 82               |
| 141060013       | Los Noxtles            | 78               |
| 141060011       | Los González           | 67               |
| 141060016       | Palmar de los Camberos | 48               |
| 141060039       | La Piedra              | 22               |
| 141060003       | Agua Dulce             | 21               |
| 141060020       | La Rosa                | 7                |
| 141060036       | Govea                  | 7                |
| 141060014       | El Ocotillo            | 6                |
| 141060046       | Marcos Javier Molina   | 4                |
| Total municipal | Total municipal        | 5 482            |

## Economía

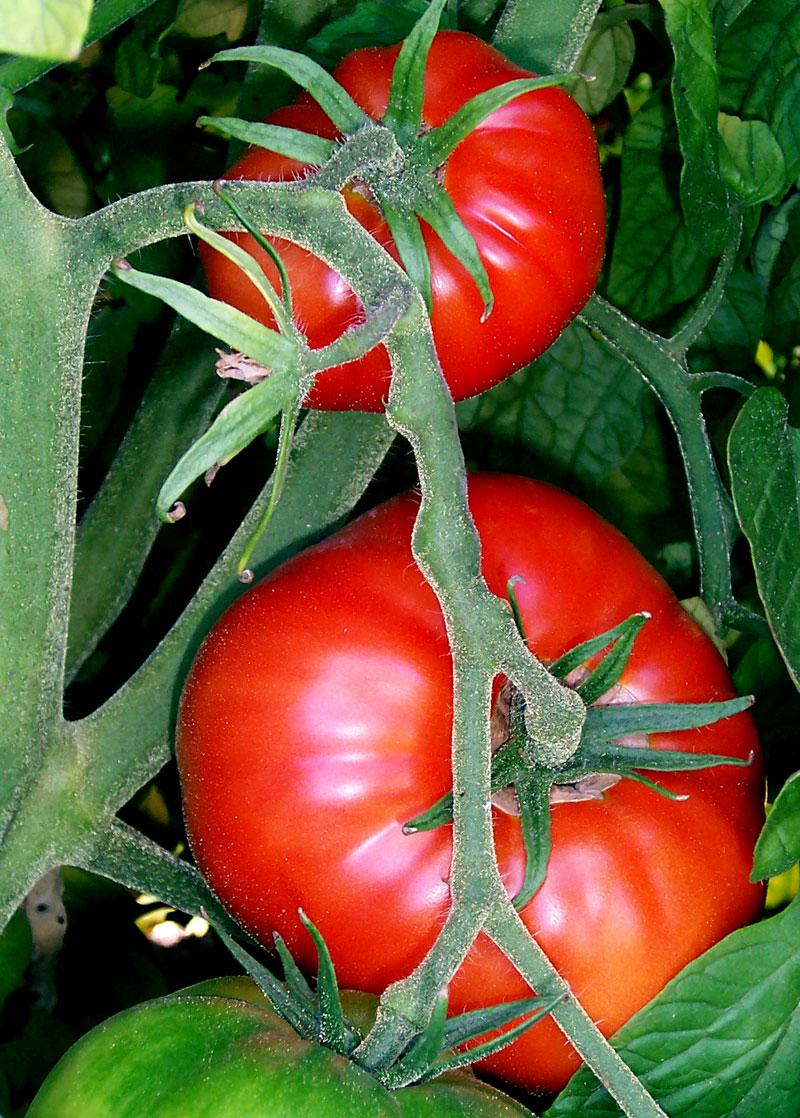
Se cultiva tomate en el municipio.

Ganadería. Se cría ganado bovino, caprino, ovino y porcino. Además de aves y colmenas.
Agricultura. Destacan el maíz, sorgo, sandía, melón, jitomate, chile verde, cacahuate, tomate, todo tipo de chiles serrano, guajillo, de árbol, pimiento morron, limón frijol, jicama y cebolla.
Comercio. Predominan los establecimientos dedicados a la venta de productos de primera necesidad y los comercios mixtos que venden artículos diversos.
Servicios. Se prestan servicios técnicos, comunales, sociales, personales y de mantenimiento.
Minería. Existen yacimientos de oro, plata y cobre; y no metálicos como la barita.
Explotación forestal. Se explota pino y encino.
Pesca. Se realiza en los ríos Zenzontla (Armería) y Tuxcacuesco; capturándose especies de chacal (langostino), carpa y bagre, entre otras.

## Turismo
Arquitectura
- Hacienda de Apulco.
- Hacienda de Zenzontla.
- Iglesia de Tuxcacuesco.
- Convento de Tuxcacuesco.
- Iglesia de apulco

Artesanías
- Elaboración de: talabartería, huaraches y sillas de montar.

Parques y reservas
- Sierra de Manantlán.
- Cerro Piedra Ancha.

Caídas de agua y manantiales
- La Pichintota.
- Manantial La Providencia.

## Fiestas
Fiestas civiles
- Feria taurina. Durante la semana de Pascua.

Fiestas religiosas
- Fiesta en honor de San Antonio de Padua. Del 1 al 13 de junio.
- Fiestas a la Virgen de Guadalupe. Del 1 al 12 de diciembre.